# SMバー
SMバー（えすえむバー）とは、バーの一種である。ボンデージファッションに身をつつんだ女性スタッフがおり、SMについて語り合うことができる。フェティッシュバーとも呼ばれる。

## 概要
店内には鞭や蝋燭などのSM道具が用意されており、女性スタッフに軽いプレイを受けることができる。また、監獄などを模したつくりになっている店もあり、それなりのムードを漂わせる。店内のスペースの一角にはショーのためのスペースが設けられていることが多く、ここで定期的にSMショーが行われたりする。

## 店内でのプレイ
希望のM男性客やM女性客は女性スタッフにより鞭を打たれたり、縛られたりすることもできる（多くの店舗で無料）。女性は服の上から縛られるが男性はブリーフ1枚で縛られたりする（性器の露出は禁止されている）。他の客はそれらを見ながら酒を飲む。

## レディスデー
レディスデーとして「女性はすべて無料の日」を設けている店も多い。普段は男性客ばかりの店もこの日ばかりは大勢の女性で賑わう。女性客も女性スタッフが男性客を鞭打つ姿に興味を持ち参加することもある。スタッフは経験の無い女性に対して鞭の打ち方や縛り方などを教える。実際に店で知り合った女性客と男性客が趣味の一致により交際に発展したケースもある。